# کوه‌های نگب
کوه‌های نگب در بخش شمال غربی صحرای نگب در اسرائیل واقع شده‌اند. کوه رامون، قله اصلی کوه‌های نگب و بلندترین نقطه جنوب اسرائیل است که ارتفاع آن به ۱۳۰۷ متر می‌رسد. بخش اعظم این منطقه متعلق به منطقه حفاظت‌شده طبیعی کوه‌های نگب است که بزرگ‌ترین منطقه حفاظت‌شده طبیعی در اسرائیل است. مساحت این منطقه حدود ۱٬۰۴۵٬۰۰۰ دونوم است.